# Cerchysiella arboris
Cerchysiella arboris är en stekelart som först beskrevs av Girault 1923.  Cerchysiella arboris ingår i släktet Cerchysiella och familjen sköldlussteklar. Inga underarter finns listade i Catalogue of Life.